# Jabłonowo (powiat wałecki)
Jabłonowo – wieś w Polsce położona w województwie zachodniopomorskim, w powiecie wałeckim, w gminie Mirosławiec, 14 km na północny zachód od Wałcza, przy drodze do Mirosławca.
Przez wieś przebiega nr 10.
W latach 1975–1998 miejscowość administracyjnie należała do województwa pilskiego.
Wieś wzmiankowana w 1586 r. Jej dawna polska nazwa brzmiała Obelin. Pierwotnie była własnością Golców. Wieś ma układ owalnicy z zabudową kalenicową, bardzo mocno przekształconą. We wsi neogotycki kościół pw. św. Jadwigi wybudowany w II połowie XIX w. wewnątrz którego znajduje się znacznie starsze, barokowe wyposażenie. W pobliskiej osadzie rolniczej Jabłonkowo znajdują się pozostałości zespołu dworsko – parkowego z zachowanym parkiem krajobrazowym założonym na początku XIX wieku. Na uwagę zasługują wiekowe buki, dęby, kasztanowce, świerki i żywotniki olbrzymie (jeden ma blisko 3 m obwodu). Dwór zniszczony w 1945 r. i wtedy też rozebrany.
Późnym wieczorem 10 II 1945 r. została zdobyta przez żołnierzy 3 PP 1 Dywizji Piechoty im. T. Kościuszki. „Najcięższe zadanie przypadło w udziale 1 Batalionowi, który z rejonu wzgórza 161,4 rozpoczął natarcie na Jabłonowo na przełaj przez grząskie o tej porze roku pola i zalane wodą podmokłe łąki. Na wzgórzu musiano pozostawić batalionowy pluton 45 mm dział przeciwpancernych. Zostały również kuchnie polowe i taborowe wozy bojowe. Wierzchowce starszych oficerów batalionu prowadzone za uzdy, gdyż z jeźdźcem koniowi trudno było sforsować grząski grunt. O godzinie 15.30 szybciej posuwające się 3 i 2 bataliony osiągnęły las na południe ad Górnicy [...]. W głębokich nocnych ciemnościach o 22 00 pododdziały 1 i 2 batalionu nagłym atakiem zdobyły Jabłonowo, które nieprzyjaciel opuścił w popłochu, unikając bezpośredniego starcia w nocy.” W Jabłonowie oddziały polskie po raz pierwszy opanowały ważną strategicznie szosę Wałcz-Mirosławiec. Jeszcze tej samej nocy pozycje Polaków zostały wzmocnione dzięki zdobyciu Lubna i Piecnika.
W parku rośnie wiele starych drzew. Na uwagę zasługują wiekowe buki, dęby, kasztanowce, świerki oraz żywotniki olbrzymie (największy o obwodzie 280 cm).
Spis obiektów objętych ochroną konserwatorską
Kościół filialny pw. św. Jadwigi, mur., 1874 r.
2. Zespół folwarczny 2 poł. XIX w. dwór, mur. 2 poł. XIX w.
3. Dom nr 7, mur./szach.,3 ć4. w. XIX w.
5. Dom nr 10, mur., k. XIX w.
6. Dom nr 17, mur., pocz. XX w.
7. Dom nr 22, mur., pocz. XX w.
8. Dom nr 27, mur., drew., 4 ć9. w. XX w.
10. Cmentarz komunalny pół. XIX
Kościół pw. św. Jadwigi
Datowany na 1874 r. neogotycka świątynia, której wyposażenie stanowią m.in. przeniesione z kościoła w Górnicy: ołtarz z ok. 1700 r. oraz barokowa ambona, chrzcielnica, balustrada i krucyfiks z XVII w.